# Medingen (Ottendorf-Okrilla)

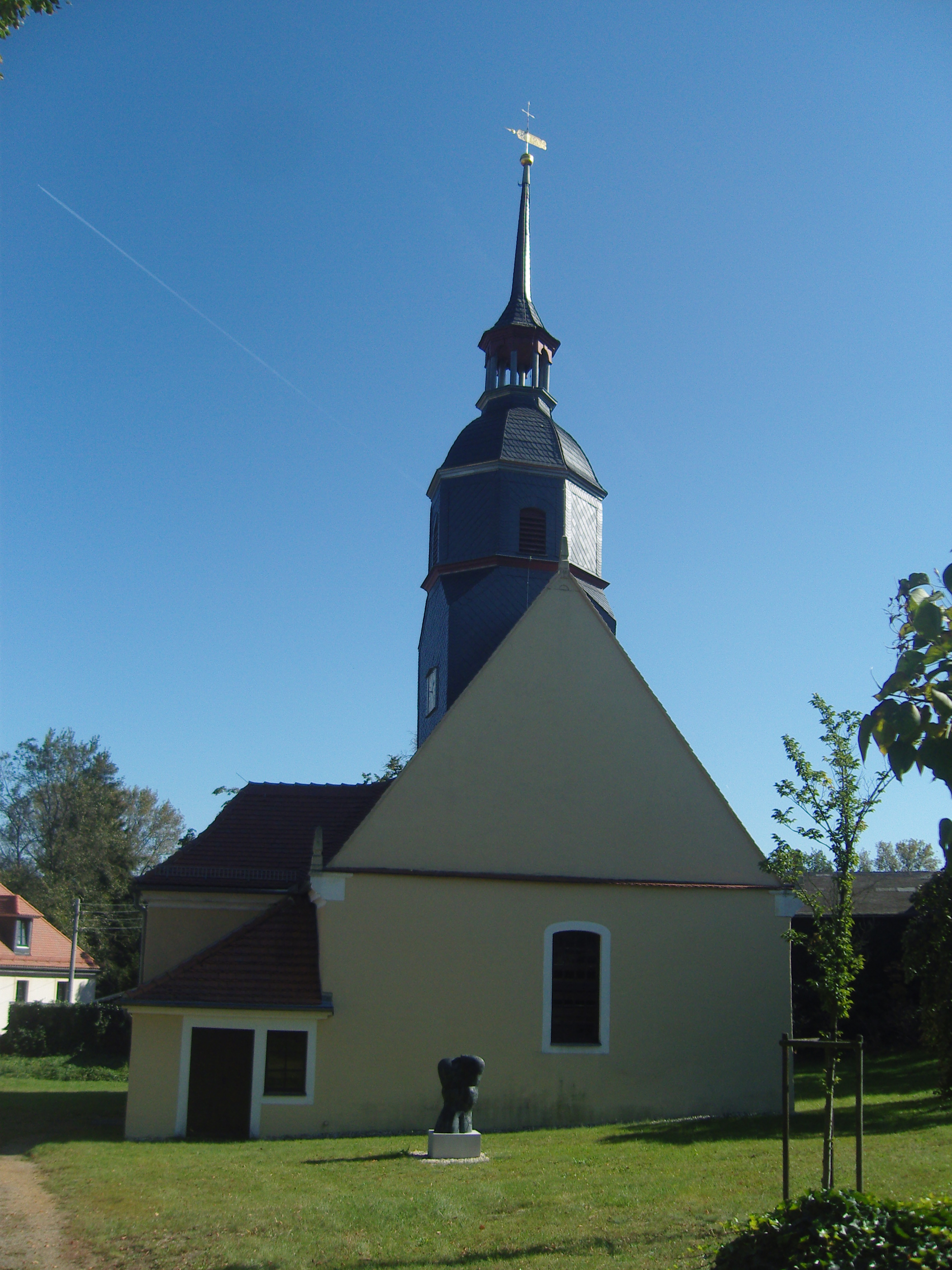
Kirche Medingen

Medingen ist ein Ortsteil der Gemeinde Ottendorf-Okrilla, die zum Landkreis Bautzen in Sachsen gehört. Medingen liegt im äußersten Westen dieses Landkreises und ist vom Stadtzentrum Dresden ungefähr 20 Kilometer in nördlicher Richtung entfernt.
| Radeburg   | Würschnitz                                  | Laußnitz          |
| Berbisdorf | Kompassrose, die auf Nachbargemeinden zeigt | Ottendorf-Okrilla |
| Marsdorf   | Weixdorf                                    | Hermsdorf         |

## Geschichte
Der Ort an der Großen Röder wurde 1289 erstmals als Bestandteil des Personennamens „Henricus miles dictus de Medegowe“ erwähnt, weshalb anzunehmen ist, dass sich damals ein Herrensitz in Medingen befand. Im Jahr 1445 bestand ein Vorwerk im Ort, 100 Jahre später dann ein Rittergut, aus dem sich das Schloss Medingen entwickelte.
Medingen besaß schon um 1500 eine katholische Pfarrkirche.
In den Jahren 1539 und 1540 wurde die Gemeinde lutherisch und es zog in dieses Kirchengebäude die Reformation ein. Der Innenraum wurde der neuen Lehre entsprechend angepasst.
Im Jahr 1658 errichteten Zimmermannsleute einen Dachreiter mit Glockenstuhl im Dachbereich der Medinger Kirche. Die vier Hauptseiten des achteckigen Glockenstuhls erhielten Klangarkaden, um den von den Glocken erzeugten Klang in alle Richtungen abstrahlen zu können. Die Querbretter verhindern, dass Regen in den Glockenstuhl gelangen kann.
Einige Jahre später im Jahr 1673 wurden unterhalb des Glockenstuhles zwei Uhren mit Stundennachschlagwerk eingebaut. Das sind die Vorgänger der heutigen.
1755 wurde der Bau der ersten Schule auf heutigen Hauptstraße 2 eingeweiht. In Sachsen verfolgte man die Entwicklung ihres nördlichen und östlichen Nachbarstaates Preußen recht aufmerksam, und man erkannte die fortschrittlichere Entwicklung durch die allgemeine Schulpflicht in Preußen. Diese hatte der preußische König Friedrich Wilhelm I. 1717 erlassen. In Sachsen dagegen bestand noch keine Schulpflicht, doch es war unbedingt erforderlich, Schulen auch in den Dörfern zu haben.
1835 erließ die sächsische Regierung das Volksschulgesetz mit einer achtjährigen Schulpflicht und verpflichtete die Gemeinden, zum Unterhalt der Schulen. Für das kleine Dorf Hufen südlich von Medingen mit etwa 40 Einwohnern bedeutete eine eigene Schule große finanzielle Aufwendungen. Deshalb ließ sich der Ort umgehend von Medingen eingemeinden und die Hufener Kinder besuchten die Medingener Schule. Für die steigende Schulkinderzahl reichte das Schulgebäude bald nicht mehr aus und man baute auf dem Standort der heutigen Hauptstraße 7 ein zweites größeres Schulgebäude. Dieses wurde ab 1848 benutzt.
Südöstlich von Medingen nahe der Großen Röder bot sich eine größere unbebaute Fläche zum Bau einer Brauerei an. Um mit den modernen Ausrüstungen produzieren zu können, war viel Kapital notwendig. Dazu gingen die Firmengründer 1836 an die Börse und beschafften sich so 80.000 Taler. Es war die erste Bierbrauerei auf Aktienbasis der souveränen Staaten im Deutschen Bund.

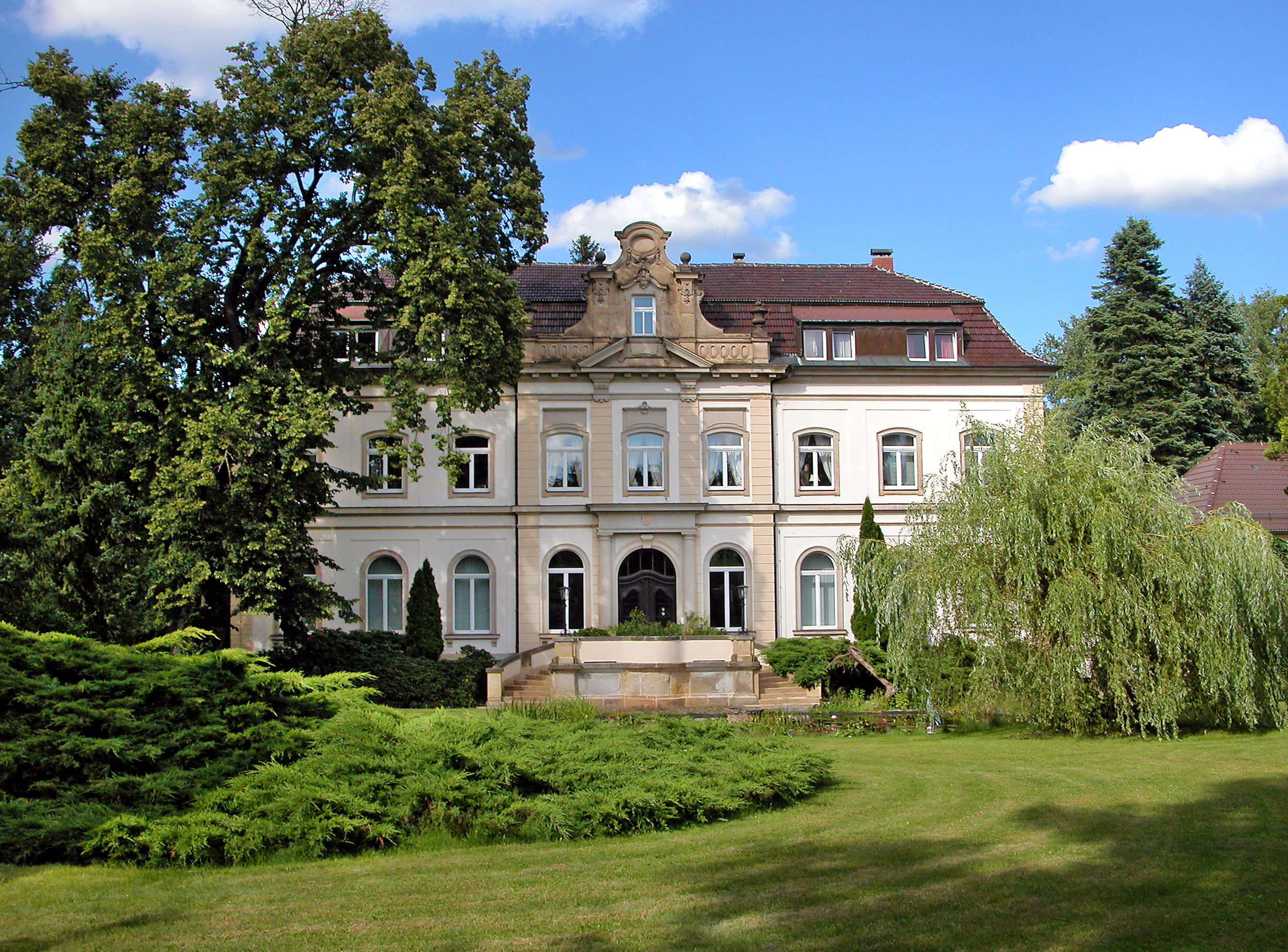
Schloss Medingen

Im Jahr 1894 wurde das Herrenhaus nach einem Brand als Schloss im Stile des Neobarock vollständig erneuert. Die Besitzer hatten in der Vergangenheit oft gewechselt und der häufige Wechsel der Eigentümer blieb bestehen.
Im Jahr 1901 wurden im Adressbuch der Stadt Radeburg und deren Landgemeinden auch die Einwohner von Medingen aufgeführt. Allerdings sind nur die Personen aufgeführt, die Besitzer oder Mieter von Wohnungen sind. Untermieter und Familienangehörige sind nicht verzeichnet. Medingen besaß noch keine Straßennamen, sondern nur Hausnummern für alle Gebäude.
1917 wurde die große Bronzeglocke aus dem Glockenstuhl der Kirche entfernt und für Kriegszwecke zum Einschmelzen abgegeben. Die deutschen Militärführer waren nicht die Ersten, die der Meinung waren, dass, wenn man das Bronzematerial von Kirchenglocken für Kriegszwecke einschmelzen lässt, auch den Krieg gewinnen kann. Bereits vor über 200 Jahren hatte der russische Zar Peter der Große nach dem Verlust seiner Artillerie in der Schlacht bei Narva im Großen Nordischen Krieg Kirchenglocken einschmelzen lassen. Daraus ließ er über 200 Kanonen gießen und nahm die Kampfhandlungen gegen Karl XII. (Schweden) wieder auf.

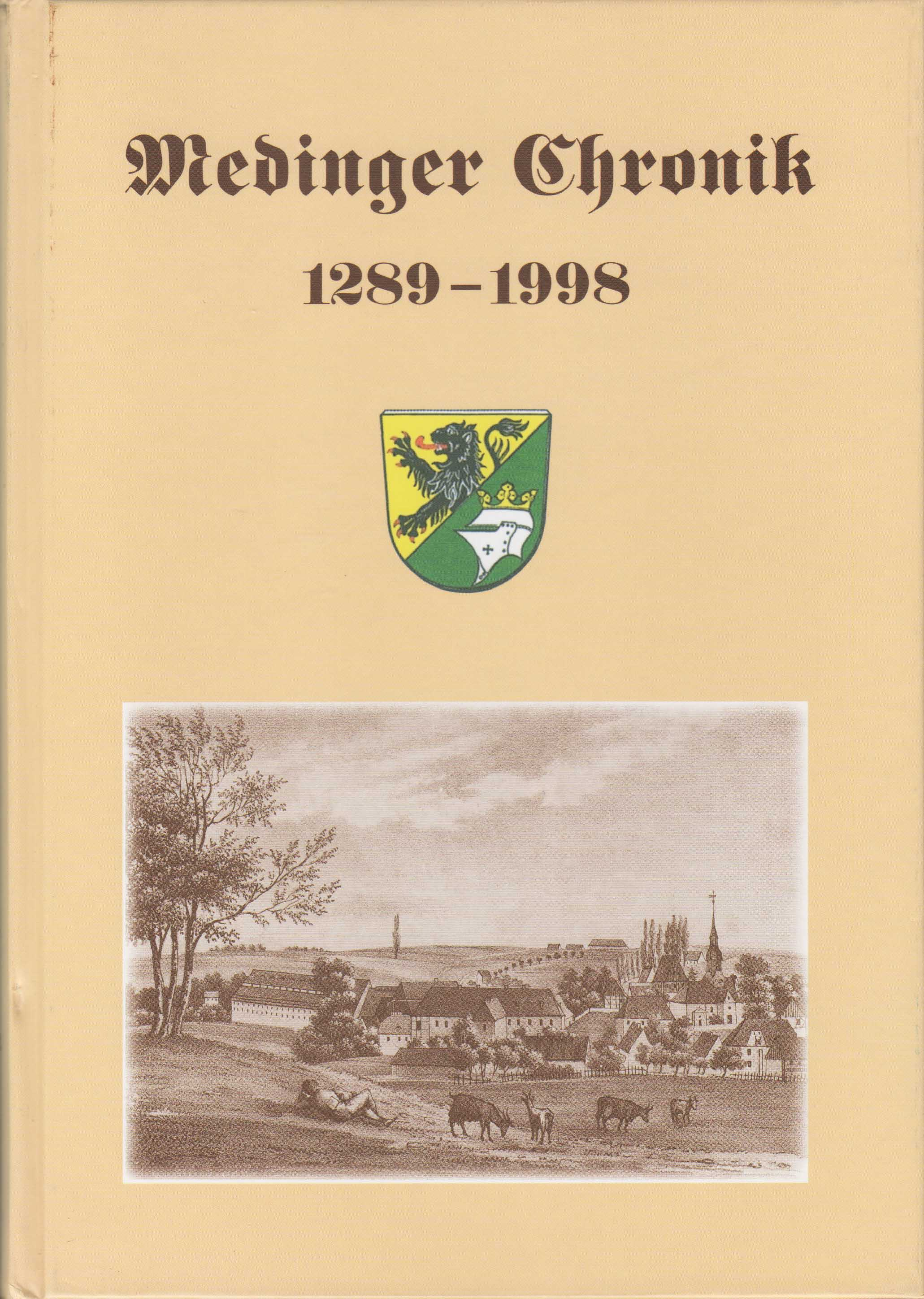
Medinger Chronik

1924 erhielt die Medinger Kirche zwei Gussstahlglocken vom Bochumer Verein, die bereits 1922 gegossen worden waren. Die Klangqualität der gegossenen Stahlglocken war viel geringer als die der ehemaligen Bronzeglocken.
1935 wurde die Kelterei Oese gegründet, die es heute noch gibt.
Am 7. Mai 1945 kamen sowjetische Truppen in den Ort. Sie gelangten von Nordwesten in das Dorf. Die Rote Armee hatte den befestigten Großraum Dresden nördlich umgangen und kam aus Richtung Würschnitz und Radeburg.
Am 30. Juni 1946 fand in Sachsen ein Volksentscheid über die Enteignung von Nazi- und Kriegsverbrechern statt. Die Frage hieß „Stimmen Sie dem Gesetz über die Übergabe von Betrieben von Kriegs- und Naziverbrechern in das Eigentum des Volkes zu?“. Vor der Abstimmung zum Volksentscheid hatte die neugegründete Sozialistische Einheitspartei Deutschlands (SED) ihren Propagandaapparat mit Plakaten und Radiowerbung voll eingesetzt, um eine hohe Zustimmung zu erreichen. Viele Medinger Einwohner stimmten zu, genau wie 2,7 Millionen Wähler (77,7 %) in Sachsen mit „Ja“ stimmten.
In den 1990er-Jahren hat die Ortsvorsteherin Birgit Pfützner mit Steffen Bartko und Harri Pawlaseck eine Medinger Chronik erstellt. 20 Vereinsmitglieder für Heimatgeschichte und Dorfentwicklung sowie 50 weitere Personen haben an dieser Chronik mitgewirkt.
Einwohnerentwicklung
| Jahr      | 1819 | 1835 | 1840 | 1871 | 1882 | 1890 | 1900 | 1910 | 1939 | 1964 | 1977 | 1990 | 1994 | 1998 |
| Einwohner | 330  | 490  | 542  | 577  | 527  | 676  | 736  | 751  | 1284 | 1582 | 1430 | 1188 | 1307 | 2262 |

Ab 1835 mit Einwohner von Hufen.
Der Rückgang 1882 gegenüber 1871 war in den schlechten Arbeitsbedingungen begründet. Viele Medinger mussten nach Dresden zur Arbeit laufen und zogen für immer in die Stadt.
Seit dem 1. Januar 1999 gehört Medingen zu Ottendorf-Okrilla.
Der Ortsvorsteher von Medingen ist seit dem Jahr 2009 René Edelmann.

## Denkmalschutz, Sehenswürdigkeiten und Fotografien
Im September 1973 stellte die Abteilung Kultur vom Rat des Kreises Dresden in Medingen folgende 3 Objekte unter Denkmalschutz:
- Herrenhaus mit der gesamten Parkanlage (als Sachgesamtheit)
- Kirche Medingen
- Fachwerkgebäude Hauptstraße 3 (altes Pfarrhaus) von 1650

Heute (2019) sind in Medingen mit dem Denkmalschutzgebiet Ortslage, dem Kirchengelände, dem Mühlenkomplex und dem Rittergut mit Gutspark 4 Sachgesamtheiten als Kulturdenkmale ausgewiesen. Weiterhin sind etwa 20 Einzelgebäude als das Dorfbild prägende Bauten in der Denkmalliste vorhanden.
Siehe Liste der Kulturdenkmale in Ottendorf-Okrilla
Ältere Lithographien, Gemälde, Ansichtskarten und Fotos gibt es verhältnismäßig wenig aus dem Ort Medingen (Ottendorf-Okrilla). Diese dürfen auch nicht mit dem gleichnamigen Ort Medingen verwechselt werden, der 1972 in die Stadt Bad Bevensen eingemeindet worden ist.
1841 verlegte der Dresdner Verlagsleiter Hermann Schmidt eine Kirchen-Galerie von Sachsen. Darin ist die Ortsansicht von Medingen enthalten, die auf dem Einband der Chronik zu sehen ist. Die Kirche mit dem Anbau nach Norden ist rechts im Bild zu sehen. Dieses Bild ist im Zentralen Verzeichnis Antiquarischer Bücher (ZVAB) enthalten.
Von 1854 existiert eine altkolorierte Tonlithographie ebenfalls im Zentralen Verzeichnis Antiquarischer Bücher (ZVAB). Der Blick auf den Ort ist der gleiche wie beim Bild in der Kirchen-Galerie. Also die östliche Ortsansicht mit dem Rittergut von Norden gesehen und vorn die Große Röder. Der Herausgeber von diesem Album der Rittergüter und Schlösser im Königreiche Sachsen war Gustav Adolf Pönicke.
1898 erschienen die ersten Ansichtskarten und Mehransichtenkarten von Medingen, wo auf der Ansichtsseite noch der Text zu schreiben war.
Viele Fotografien im Buch der Medinger Chronik von den Mitgliedern des Heimatvereins sind recht interessant. Besonders die von der Schule und den Klassenfotos sowie die Fotos mit den damaligen Fortbewegungsmitteln sind aufschlussreich.
1952 haben die Fotografen Erich Höhne und Erich Pohl aus Dresden in Medingen eine Fotoserie über die Stärkeveredlung und eine Serie von der Arbeit im Prüfgerätewerk erstellt. Diese sind in der Deutschen Fotothek verfügbar.
1987 hat der Fotograf H. Reinecke die Papierherstellung im Werk Medingen des Kombinats Zellstoff und Papier dokumentiert. Auch diese sind in der Deutschen Fotothek abrufbar.
Erst 1997 hat die Fotografin Jana Stachowski zahlreiche Fotografien in guter Graustufenqualität (schwarz-weiß) von Medingen erstellt und diese der Fotothek bereitgestellt.

## Landschaft

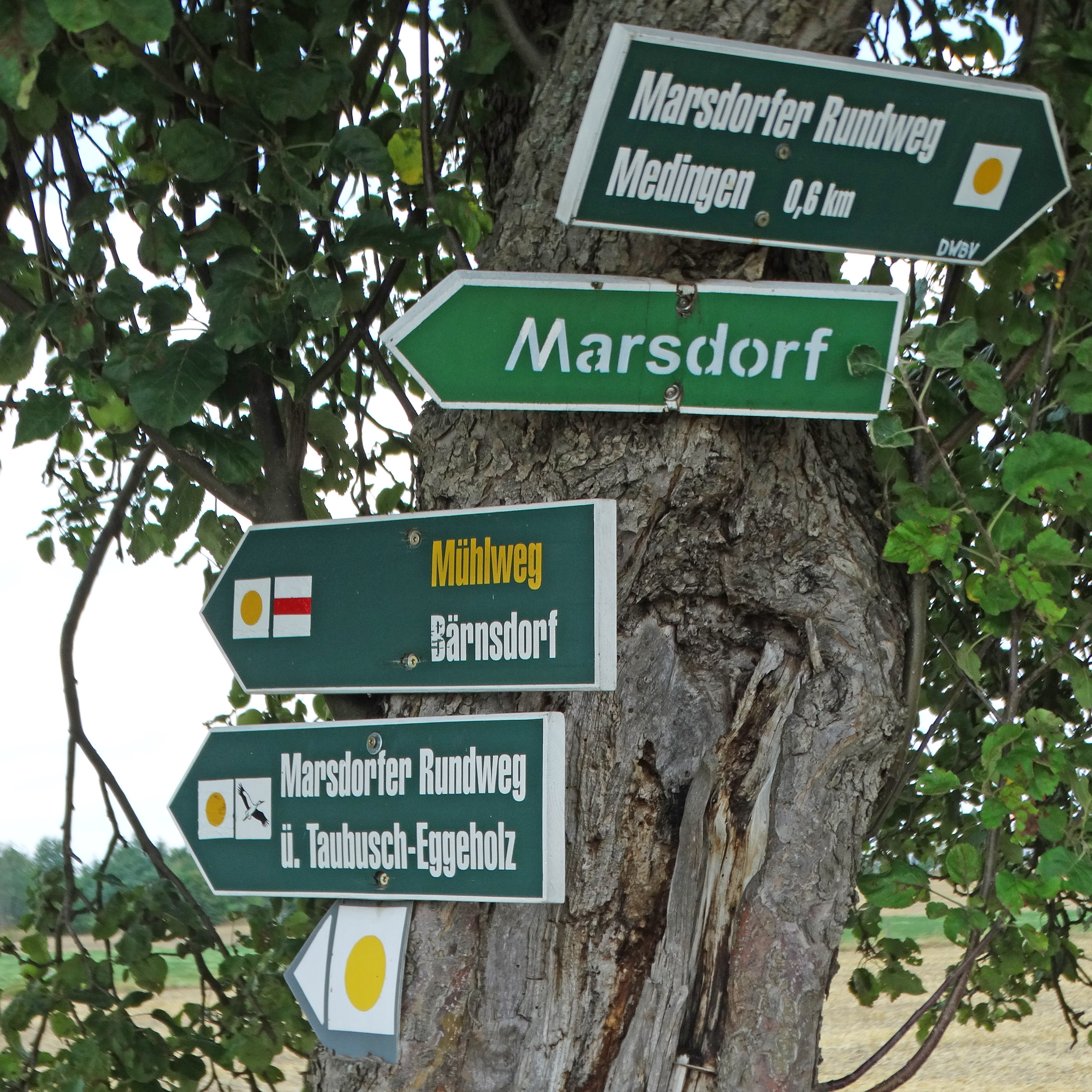
Wanderwegweiser am Marsdorfer Rundweg

Medingen und die Umgebung sind geprägt durch das Tal der Großen Röder, von Waldgebieten im Norden und landwirtschaftlichen Nutzflächen im Süden.
Im Waldgebiet Laußnitzer Heide befindet sich das Naturschutzgebiet „Moorwald am Pechfluss bei Medingen“.
6 Wanderwege berühren Medingen und diese sind:
- Medinger Rundweg I Länge=3,5 km (diagonaler gelber Streifen – Beschreibung auf Rad- und Wanderführer Ottendorf-Okrilla downloadbar als pdf (14,3 MB))
- Medinger Rundweg II Länge=7,8 km (grüner Punkt auf weißem Grund – Beschreibung auf Rad- und Wanderführer Ottendorf-Okrilla downloadbar als pdf (14,3 MB))
- Marsdorfer Rundweg Länge=8 km (gelber Punkt auf weißem Grund Beschreibung auf Tour 076 Marsdorfer Rundwanderweg brunnen-wandern-dresden.de)
- Ottendorfer Keulenbergwanderweg Länge=16 km (grüne Streifenmarkierung)
- Röderwanderweg Länge=24 km (gelbe Streifenmarkierung). Der Wegweiser mit dem Zielort Großdittmannsdorf befindet sich auf der Würschnitzer Straße und der Wiesenweg nahe der Großen Röder lohnt sich sehr. (Beschreibung auf petra-und-peter.de/petrasblog)
- Jakobsweg (Muschelsymbol Jakobsweg)

## Verkehrsverbindungen
Mit der Einweihung der Schmalspurbahn von Klotzsche nach Königsbrück im Jahr 1883 erhielt der heutige Bahnhof Ottendorf-Okrilla-Süd den Namen Cunnersdorf bei Medingen. Die Entfernung von der Medinger Kirche bis zu diesem Bahnhof betrug 3 km.
Heute ist Medingen mit einem Kraftfahrzeug über die Autobahnanschlussstelle Marsdorf oder Radeburg an der A 13 oder über die Autobahnanschlussstelle Hermsdorf an der A 4 zu erreichen.
Die Buslinie 522 verkehrt zwischen Dresden-Klotzsche und Radeburg über Medingen.